# Terrarium
Terrarium hay còn gọi là bồn cảnh thủy tinh thường là các thùng, bể hoặc lồng thủy tinh dùng trang trí hoặc thử nghiệm điều kiện môi trường sống mô phỏng có giới hạn chứa đất sỏi, nước, cây trồng và có thể là động vật bên trong. Thuật ngữ Terrarium xuất phát từ terra trong tiếng Latin nghĩa là đất sỏi.

## Lịch sử

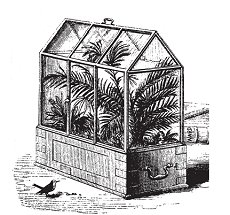
Hình vẽ một trường hợp của lồng Wardian

Terrarium ra đời từ hoàn cảnh năm 1842 khi bác sĩ kiêm nhà thực vật học Nathaniel Bagshaw Ward trong quá trình quan sát các hành vi của côn trùng đã vô tình để lại một trong những bình thủy tinh có bào tử dương xỉ bên trong, sau đó bào tử này đã này mầm và phát triển thành cây dương xỉ, và terrarium bắt đầu xuất hiện. Trong thập niên cuối thể kỷ 19, hình thức terrarium được phát triển rộng rãi, đặc biệt là khi Nathaniel Bagshaw Ward thuê thợ mộc đóng các lồng cây để xuất khẩu các loài cây bản địa từ Anh đi Úc. Sau hành trình xa nhiều tháng trong lồng, cây vẫn phát triển tốt, đặc biệt cũng bằng phương pháp này cây được vận chuyển ngược chiều tức Úc về Anh vẫn giữ được tình trạng sức khỏe tốt. Những chiếc lồng này giai đoạn đó chưa được biết đến với tên gọi Terrarium mà nó được gọi tên là Wardian. Thí nghiệm của Nathaniel Bagshaw Ward chỉ ra rằng thực vật có thể được niêm phong trong lồng kính không có thông gió vẫn có thể tiếp tục phát triển.

## Phân loại
Phân loại terrarium phát sinh từ các hình dạng, kích thước, cấu tạo, vật liệu, lượng nước, nhiệt độ, mục đích, động thực vật hoặc sinh cảnh mô tả.

### Mức biệt lập
Terrarium có thể được phân loại dựa trên mức độ biệt lập so với môi trường bên ngoài là kín hoặc mở. Ban đầu nó là hệ thống kín tạo ra môi trường độc đáo cho sự phát triển cây trồng vì thành thủy tinh trong suốt cho phép ánh sáng đi qua, tạo giữ được nhiệt bên trong cho phép tạo ra chu trình nhỏ của nước. Điều này xảy ra vì độ ẩm từ đất sỏi bốc hơi và thực vật thoát hơi nước. Hơi nước này ngưng tụ trên các thành vách thủy tinh và cuối cùng lại rơi xuống đất sỏi và thực vật góp phần tạo ra môi trường kín lý tưởng cho việc trồng cây khi được cung cấp nước liên tục không lo cây bị khô. Ngoài ra thì việc thành vách thủy tinh trong suốt cho phép ánh sáng đi qua thúc đẩy quá trình quang hợp quan trọng trong đời sống thực vật. Tuy nhiên terrarium cũng thường được mở để bảo dưỡng, thoáng khí và tiếp cận cây trồng. Qua quá trình phát triển, terrarium có thêm xu hướng hệ thống mở.
Terrarium kín
Nó là hệ thống kín tuy nhiên cũng thường được mở để bảo dưỡng, thoáng khí và tiếp cận cây trồng. Terrarium kín thường tạo ra môi trường độc đáo cho sự phát triển cây trồng vì thành thủy tinh trong suốt cho phép ánh sáng đi qua, tạo giữ được nhiệt bên trong cho phép tạo ra chu trình nhỏ của nước. Điều này xảy ra vì độ ẩm từ đất sỏi bốc hơi và thực vật thoát hơi nước. Hơi nước này ngưng tụ trên các thành vách thủy tinh và cuối cùng lại rơi xuống đất sỏi và thực vật góp phần tạo ra môi trường kín lý tưởng cho việc trồng cây khi được cung cấp nước liên tục không lo cây bị khô. Ngoài ra thì việc thành vách thủy tinh trong suốt cho phép ánh sáng đi qua thúc đẩy quá trình quang hợp quan trọng trong đời sống thực vật.
Các giống cây trồng nhiệt đới như rêu, dương xỉ, phong lan hoặc cây không khí thường được nuôi trồng trong các lồng kín do chúng có điều kiện tương tự như môi trường ẩm ướt của rừng mưa nhiệt đới.
Giữ kín cho phép tự lưu thông nước bên trong, nhưng phải mở nắp mỗi tuần một lần ít nhất 1 giờ để loại bỏ độ ẩm dư thừa ra khỏi không khí trong lồng chứa. Điều này rất cần thiết để ngăn ngừa sự phát triển của nấm mốc có thể làm hỏng cây trồng và biến màu các thành thủy tinh của lồng kín. Tuy nhiên thỉnh thoảng cũng cần phải bổ sung nước cho lồng kín. Dấu hiệu thiếu nước là khi thấy ít đi các giọt nước ngưng tụ trên thành thủy tinh hoặc bất kỳ sự héo đi phần non của cây bên trong.
Để hạn chế các tác nhân gây hại từ nấm mốc, vi khuẩn cho Terrarium kín thì giá thể trồng bên trong nên sử dụng hỗn hợp từ các loại: sphagnum (rêu than bùn), khoáng vermiculite, perlite (tại Việt Nam nếu thiếu có thể thay thể bằng xỉ than). Hỗn hợp nên được khử trùng trước khi được sử dụng.
Terrarium mở

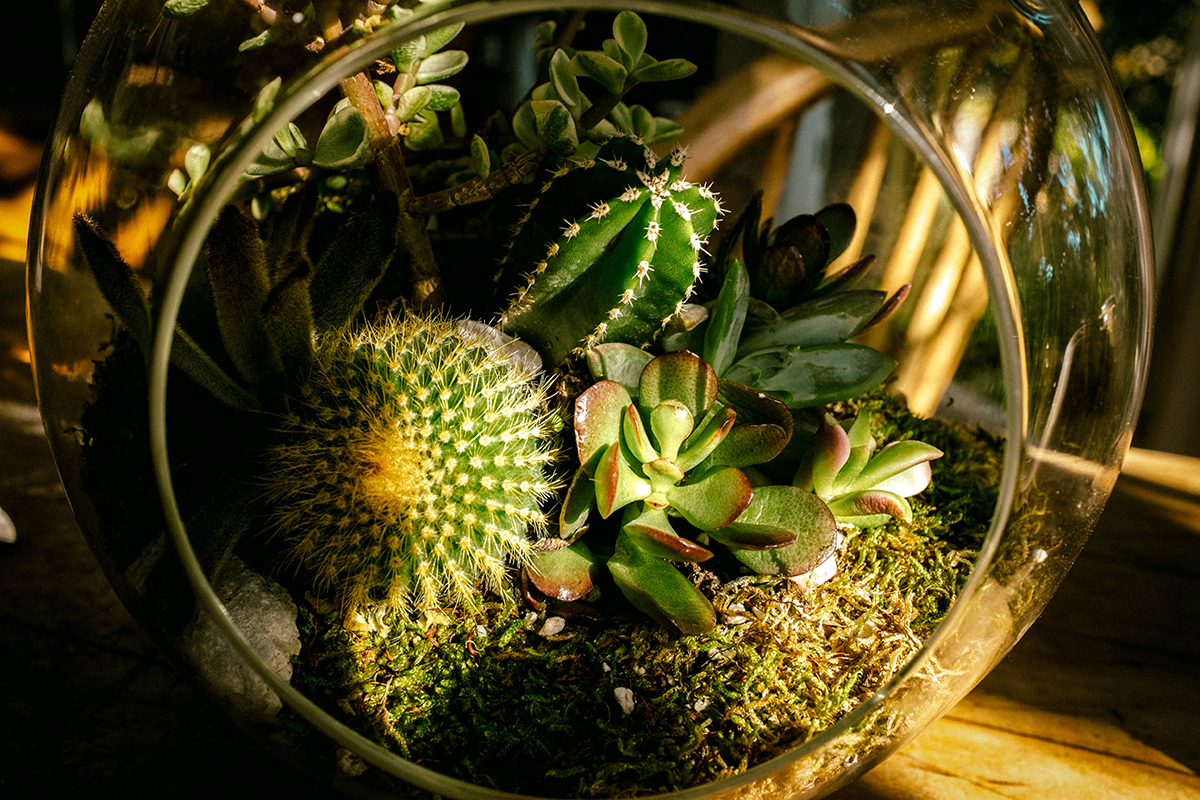
Một lồng terrarium mở

Không phải tất cả thực vật đều thích nghi được với điều kiện ẩm ướt của terrarium kín. Hệ thống lồng thủy tinh terrarium mở thường được sử dụng đối với nhóm thực vật mọng nước thích nghi với khí hậu khô như xương rồng, sen đá. Khi sử dụng đối tượng cây trồng của sinh cảnh khí hậu khô thì terrarium mở để hạn chế độ ẩm không khí quá mức. Terrarium mở hoạt động tốt với các giống cây trồng đòi hỏi ánh sáng mặt trời trực tiếp vì terrarium kín khi đặt dưới ánh nắng mặt trời trực tiếp có thể gây ra hiện tượng nhà kính giữ quá nhiều nhiệt bên trong làm chết cây trồng bên trong.

### Hệ sinh thái mô phỏng
Aquaterrarium
Aquaterrarium là dạng giới hạn của Terrarium, trong đó gồm một phần đất và một phần nước. Có nhiều hình thức chuyển tiếp của Aquaterrarium, trong đó có các phân nhóm chính là:
- Paludarium: Còn gọi là hồ bán cạn. Nguồn gốc tên gọi từ tiếng Latin Palus có nghĩa là đầm lấy. Paludarium mô phỏng theo một đầm lầy. Nó đặc trưng bởi lượng nước ít và có nhiều loài thực vật. Có thể chứa động vật lưỡng cư và côn trùng.
- Riparium: Nguồn gốc tên gọi từ tiếng Latin ripa có nghĩa là bờ sông. Riparium mô phỏng theo một đoạn bờ sông. Nó đặc trưng bởi tỉ lệ nước lớn hơn trong Paludarium.
- Rivarium: Nguồn gốc từ tiếng latin rivus có nghĩa là sông suối. Rivarium mô phỏng theo một đoạn sông suối với sỏi đất. Đặc trưng của nó là lượng nước nhiều đáng kể hơn đất, thực vật tiêu biểu là các dạng cây có thể nổi trên nước hoặc treo ở các cạnh. Có thể chứa động vật thủy sinh.

Forestterrarium

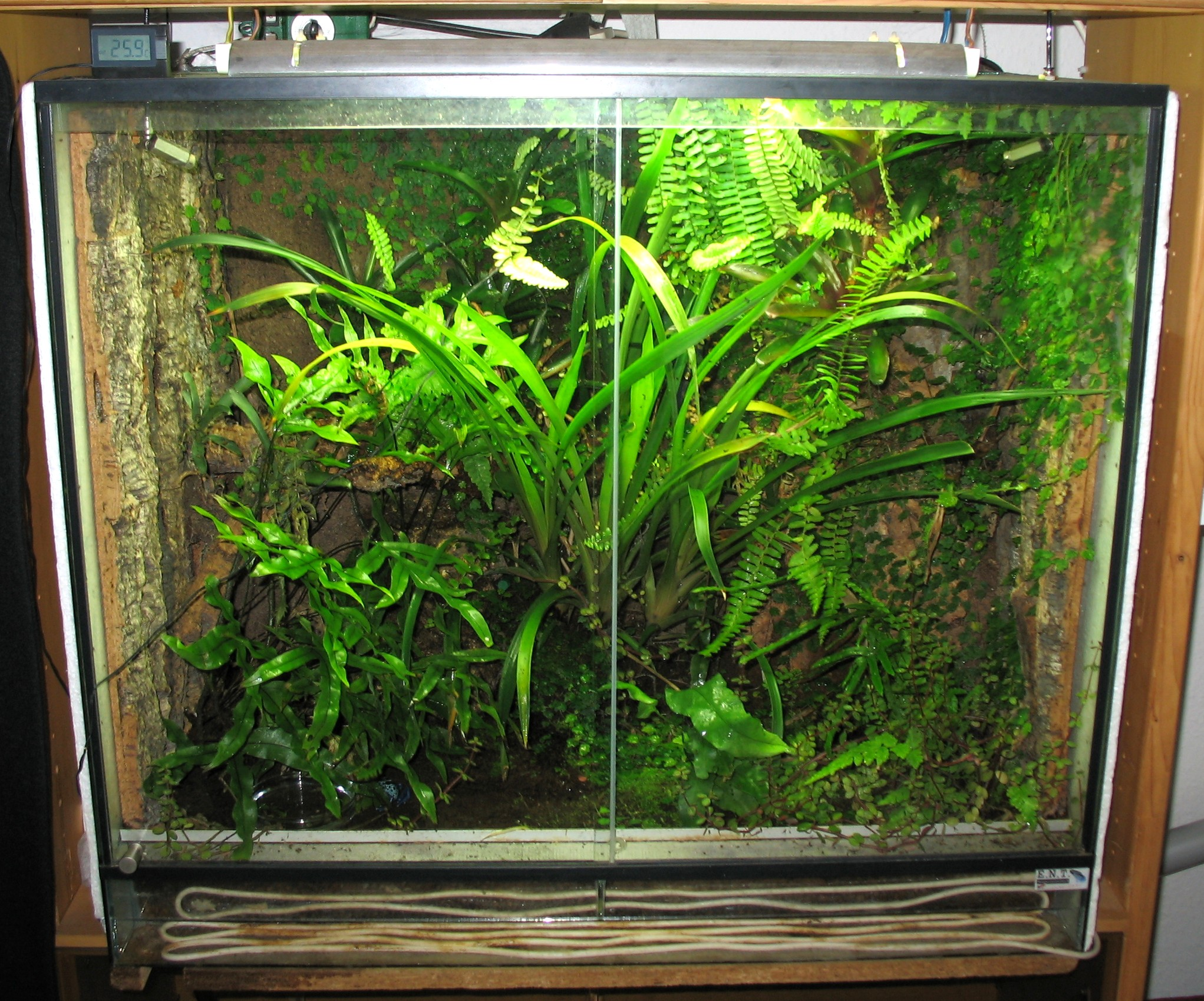
Một terrarium rừng mưa mô phỏng sinh cảnh rừng mưa nhiệt đới (Rainforestterrarium)

Đây là một loại Terrarium mô phòng sinh cảnh rừng. Nó là dạng chuyển tiếp giữa một terrarium khô và terrarium rừng mưa nhiệt đới.
Rainforestterrarium
Mô phỏng môi trường sống của động thực vật rừng mưa nhiệt đới.
Dryterrarium
Thuật ngữ chung dùng để chỉ các dạng terrarium nóng và khô. Chúng tiếp tục được phân loại nhỏ hơn từ các đặc điểm trang trí và nuôi trồng.
- Desertterrarium: Mô phỏng sa mạc, chất nền của loại terrarium này là lớp cát sâu hoặc hỗn hợp đất sét - cát. Terrarium sa mạc chỉ trồng tối đa 2 cây với xương rồng hoặc 1 đoạn gỗ lũa.
- Steppeterrarium: Một dạng terrarium mô phỏng thảo nguyên khô, chuyển tiếp của terrarium sa mạc và terrarium savan.
- Savannaterrarium: Mô phỏng sinh cảnh trảng cỏ. Mô hình có chứa thực vật, đá và gỗ. Nó có thể chứa bụi gai nhỏ thân hóa gỗ.
- Rockterrarium: Mô phỏng cảnh quan bãi đá.

Formicarium
Dạng terrarium mô phỏng môi trường sống tự nhiên của kiến.
Insectarium
Dạng terrarium mô phỏng môi trường sống ngoài tự nhiên của côn trùng.